# Rhobonda gaurisana
Rhobonda gaurisana är en fjärilsart som beskrevs av Walker 1863. Rhobonda gaurisana ingår i släktet Rhobonda och familjen gnidmalar. Inga underarter finns listade i Catalogue of Life.